# Radha Mitchell
Radha Rani Amber Indigo Anunda Mitchell (Melbourne, 12 de novembro de 1973) é uma atriz australiana.

## Biografia

### Vida pessoal
Mitchell nasceu em Melbourne, na Austrália, e teve uma infância influênciada pela cultura hippie de seus pais, que divorciaram-se durante sua infância. Sua mãe era uma modelo que depois virou designer e seu pai é um escritor. Ela estudou na St Michael's Grammar School. Seu primeiro nome, Radha, é originária Hindu da Índia, onde ele significa intimidade com o Lorde Krishna. As outras partes do seu nome também tem origem indiana e que seus significados são Rani (Rainha) e Anunda (Proveito). Mitchell é vegetariana e pratica Yoga.

### Carreira
Mitchell começou a sua carreira estrelando no programa Sugar and Spice da ABC TV em 1988. Após aparecer no All Together Now e Blue Heelers, Mitchell fez um papel provisório em Neighbours, e depois tornou-se um papel fixo daquele programa, interpretando personagens diferentes. Após deixar as novelas em 1997, ela estrelou em filmes como High Art e Everything Put Together, ambos vencedores do Independent Spirit Award. Após isto, ela fez Pitch Black com Vin Diesel, Phone Booth com Colin Farrell, Man on Fire com Denzel Washington e venceu um Academy Award com Finding Neverland, onde Mitchell atua junto com Johnny Depp, e ganhou com Kate Winslet uma nomeação para o Screen Actors Guild Award por "Personagem Secundário em um Filme". Então, ela trabalhou num papel no filme aclamado de Woody Allen, Melinda and Melinda, atuou junto com Josh Hartnett em Mozart and the Whale, e na adaptação do jogo de videogame Silent Hill. Mais recentemente, Mitchell atuou em Rogue junto com Michael Vartan, e estará breve em Henry Poole is Here e The Children of Huang Shi.

## Filmografia
- Sugar and Spice (1988-1989)
- Black Trade (1995)
- Neighbours (1994) como Cassandra Rushmore
- Neighbours (1996-1997) como Catherine O'Brien
- Love and Other Catastrophes (1996)
- High Art (1998)
- As Crônicas de Riddick - Eclipse Mortal (2000) como Carolyn Fry
- Cowboys & Angels (2000) como JoJo (um anjo)
- Everything Put Together (2000)
- When Strangers Appear (2001)
- Por um Fio (2002) como Kelly Shepard
- Visitors (2003) como Yachtsman Georgia Perry
- Chamas da Vingança (2004) como Lisa Martin Ramos
- Em Busca da Terra do Nunca (2004) como Mary Ansell Barrie
- Melinda e Melinda (2004) como Melinda
- Mozart and the Whale (2005)
- Terror em Silent Hill (2006) como Rose da Silva
- PU-239 (2007)
- Morte Súbita (2007)
- Banquete do Amor (2007) como Diana Croce
- As crianças de Huang Shi (2008) como Lee Pearson
- Henry Poole is Here (2008)
- The Code (2008)
- Substitutos (2009)
- Jogo Entre Ladrões (2009) como Alexandra Korolenko
- The Crazies (2010)
- Silent Hill: Revelation 3D (2012) como Rose da Silva
- Big Sur (2012)
- De repente um bebê (2013)
- The Shack (2017) como Nan Phillips
- Asking For It (2021) como Sal